# 讓·巴蒂斯特·貝爾納
讓·巴蒂斯特·貝爾納（Jean Baptiste Bernaz，1987年7月18日—），是一名出生於法國桑特馬克西默的帆船運動員。他曾參加2008年、2012年、2016年和2020年四屆夏季奧運，最好名次是2016年的第五名。

## 參賽紀錄
| 年份 | 賽事           | 主辦城市 | 名次   | 項目           |
| ---- | -------------- | -------- | ------ | -------------- |
| 2008 | 奧林匹克運動會 | 北京     | 第8名  | 單人小艇雷射型 |
| 2012 | 奧林匹克運動會 | 倫敦     | 第10名 | 單人小艇雷射型 |

## 外部連結
- 官方网站
- 讓·巴蒂斯特·貝爾納的X（前Twitter）
- Jean Baptiste Bernaz（页面存档备份，存于） - ISAF